# Don Mueang internationella flygplats
Don Mueang internationella flygplats (thai: ท่าอากาศยานกรุงเทพ) (IATA: DMK, ICAO: VTBD) ligger 24 km utanför Bangkok i Thailand. Den är Bangkoks gamla flygplats, byggd 1914. Flygplatsen var länge en av Asiens mest trafikerade och toppåret 2005 noterades 38 miljoner passagerare, vilket gjorde flygplatsen till den 18:e största i världen i passagerare räknat. Året därpå invigdes den nya Suvarnabhumiflygplatsen och all internationell trafik flyttades dit. Dock återöppnades Don Mueang för internationell trafik en kort period på grund av problem med svåra sprickor i betongen på Suvarnabhumis rullbanor. 2013 hade Don Mueang cirka 16,5 miljoner passagerare, varav cirka 11,2 miljoner inrikespassagerare.
Innan Bangkok-Suvarnabhumis flygplats invigdes stavades flygplatsens namn Don Muang. Den hade då IATA-koden BKK, men denna kod innehas numera av Bangkok-Suvarnabhumis flygplats. En spektakulär sak med Don Mueang är att mitt emellan landningsbanorna ligger en 18-håls golfbana. Detta medför att de enda taxivägarna ligger längst ut på banan.